# James et la Grosse Pêche
James et la Grosse Pêche (James and the Giant Peach) est un roman pour enfants écrit par Roald Dahl en 1961.

## Histoire
James Henry Trotter est orphelin après que ses parents se sont fait tuer par un rhinocéros qui s'était échappé du jardin zoologique. Il est recueilli par ses deux vilaines tantes, Tante Piquette et Tante Éponge, qui sont terriblement méchantes avec lui. 
Un jour, James rencontre un petit vieil homme qui lui donne un petit sac rempli de mille petits cristaux verts magiques, grâce auxquels il lui arrivera des choses merveilleuses, en les mangeant. Mais James renverse le sac près d'un vieux pêcher. Le lendemain, une pêche géante pousse sur l'arbre. Les tantes en profitent pour faire payer les gens pour aller la voir de près.
La nuit, James découvre un tunnel dans la pêche, y pénètre, et arrivant au noyau, découvre que des insectes géants humanoïdes parlant (un grillon, un mille-pattes, une araignée, une coccinelle, un ver de terre, un ver luisant et un ver à soie) vivent à l'intérieur. Se liant d'amitié avec eux, James part à l'aventure dans cette pêche, roulant sur la terre, voguant sur la mer et volant dans le ciel.

## Adaptations

### Film
- 1996 James et la Pêche géante (James and the Giant Peach) de Henry Selick

### Comédie musicale
- 2010 : James and the Giant Peach de Timothy Allen McDonald